# Carmen Amaya
Carmen Amaya född 2 november 1913 i Barcelona, Spanien, död 19 november 1963 i Bagur (Girona) Spanien, var en romsk, spansk flamencodansös, sångerska och skådespelare. Hon var en av Spaniens första riktiga världsstjärnor och anses vara den som populariserade flamenco som konstform utanför Spaniens gränser.

## Biografi
Carmen Amaya föddes i kåkstaden Somorrostro i Barcelona. Hon började redan som 4-åring att följa med sin far och uppträda på tavernor under artistnamnet La Capitána. Redan tidigt gjorde hon sig ett namn och sitt första officiella framträdande gjorde hon som 6-åring på restaurangen Les Set Portes. Under ett uppträdande på tavernan La Taurina uppmärksammades hon av kulturjournalisten Sebastián Gasch som öste lovord över henne. Vid 10 års ålder började hon att turnera runt om i Spanien med uppträdanden på bland annat Madrids Palacio de la Música. Den unga Carmen uppmärksammades av sina samtida flamencoartister och 1929 vid 15 års ålder tog den spanska världsartisten Raquel Meller med henne till Paris där hon skulle komma att göra stor succé med uppträdanden på bland annat teatern Champs-Élysées. Hon fortsatte sedan att turnera i Spanien och Europa varvat med teateruppsättningar och musikaler på bland annat La Zarzuela i Madrid fram till utbrottet av det spanska inbördeskriget.
Carmen Amaya gick i landsflykt till Argentina där hon i Buenos Aires tillsammans med flamencogitarristerna Ramón Montoya och Sabicas gjorde enorm succé. En omfattande turné i Argentina och Sydamerika följde. Under sin vistelse i Sydamerika spreds hennes rykte som exceptionell dansare och när hon 1941 blev inbjuden att uppträda på Carnegie Hall i New York mottogs hon som en världsartist. Hon prydde framsidan på tidskriften Life och blev inbjuden att uppträda vid en privat tillställning i Vita Huset åt den amerikanske presidenten Franklin Roosevelt som flög in Carmen och hennes dansgrupp till Washington, D.C med presidentplanet. Hon skulle sedan komma att återvända till Vita Huset 1953 inbjuden av president Harry S. Truman. Även hans efterföljare Dwight D. Eisenhower var en stor beundrare av Carmen Amaya och sörjde personligen för hennes eskort mellan flygplatsen och Waldorf Astoria vid ett besök i USA 1955.
Under krigsåren bodde hon och verkade i Hollywood där hon medverkade i flera filmer som slog publikrekord. Hennes tolkning av Manuel de Fallas El amor brujo sågs av 20 000 människor vid Hollywood Bowl. Under sin vistelse i USA blev Carmen Amaya en av USA:s mest välbetalda artister, hennes flamencoshower var alltid utsålda och hon tjänade flera miljoner dollar under sin tid i USA, trots detta blev hon aldrig rik. Hennes bakgrund som rom innebar att hon hade en väldigt stor familj att försörja samtidigt som hon levde ett mycket utsvävande liv. Bland hennes vänner och bekanta fanns Frank Sinatra, Fred Astaire, Greta Garbo, Clark Gable, Marlon Brando och Orson Welles. Hennes samtida artister hyllade henne som en exceptionell naturbegåvning, Orson Welles kallade henne världens bästa dansare och Greta Garbo kallade hennes dans för ren konst. Carmen var självlärd och saknade formell utbildning, efter ett av sina uppträdanden i Hollywood möttes hon av kompositören Toscanini som bakom scenen berättade för henne att hon var den mest rytmiskt begåvade artisten han över huvud taget sett i sitt liv.
1947 återvände Carmen Amaya till Europa som en världsstjärna, när hon landade i Madrid hälsades hon motvilligt välkommen av den spanske diktatorn Franco och vid sitt uppträdande i London mottogs hon av den engelska drottningen, dagen efter publicerades i tidningen The Times en artikel där hon poserade på bild bredvid Elizabeth Bowes-Lyon med rubriken Två drottningar ansikte mot ansikte. Hon fortsatte att turnera i Europa, Sydamerika och USA under hela 1950-talet innan hon drog sig tillbaka från rampljuset. Carmen Amaya dog vid 50 års ålder 1963 i njursvikt.

## Filmografi
- 1935 - La Hija de Juan Simón (J.L.Sáenz de Heredia & N.M. Sobrevila, Spanien)
- 1936 - Don Viduo de Rodríguez (G. Mihura, Spanien)
- 1939 - María de la O (Francisco Elías, Spanien)
- 1942 - Aires de Andalucía (J. Luis Cabezas, Spanien)
- 1942 - Maravilloa del toreo (Rafael Sevilla, Mexico)
- 1942 - Panama Hattie (Harry Joe Brown, USA)
- 1942 - Silk, Blood and Sunshine (Fernando A. Rivero, Mexico)
- 1944 - Carmen Amaya and her troupe of Gypsy Dancers and Musicians (USA)
- 1944 - Knickerbocker Holiday (Harry Joe Brown, USA)
- 1944 - Follow the Boys (A. Edward Sutherland, USA)
- 1944 - Dreams of Glory (Harry Joe Brown, USA)
- 1945 - Los Amores de un Torero (José Díaz Morales, Mexico)
- 1945 - See my Lawyer (Edward F. Cline, USA)
- 1953 - Quand te tues-tu? (Émile Couzinet, Frankrike)
- 1954 - Dringue, Castrito y la lámpara de Aladino (Luis Moglia Barth, Argentina)
- 1958 - Música en la Noche (Tito Davison, Mexico)
- 1963 - Los Tarantos (Rovira Beleta, Spanien)

## Kuriosa
Carmen Amaya växte upp i en fattig romsk familj i ett av Barcelonas värsta slumområden. Under hennes karriär skulle hennes bakgrund ge upphov till flera myter och legender. Många av dessa var rena fabriceringar men där fanns även sanna historier. När Carmen Amaya var 15 år gammal uppträdde hon för den spanske kungen Alfons XIII i samband med världsutställningen i Barcelona 1929. Inför dansnumret uppmanades hon att tilltala honom ers majestät vilket hon struntade i, istället gick hon upp till kungen och sa det här dansnumret tillägnar jag dig, skandalen uteblev och hon kom att bli god vän med Alfons XIII som senare bjöd in henne flera gånger till sitt sommarhus i Estoril.
Under sin första vistelse i New York bodde hon med sin stora familj i Imperial Suite på Waldorf Astoria, under en utflykt i New York stannade sällskapet vid en fiskaffär där man inhandlade sardiner som sedan grillades på hotellet, två av svitens 1700-talsstolar värderade till 900 dollar styck (drygt 14 000 i dagens penningvärde) eldades upp. En annan sann historia om Carmen var när hon klippte sönder en jacka i guld, briljanter och diamanter som hon fått i gåva av den amerikanske presidenten Franklin Roosevelt vid sitt besök i Vita Huset. Diamanterna fördelade hon bland sina familjemedlemmar, dansare och medmusikanter.

## Utmärkelser
Nedslagskratern Amaya på planeten Venus är uppkallad efter henne.